# Nashville (film)
Nashville – amerykański dramat filmowy z 1975 roku.

## Fabuła
Nashville, amerykańska stolica muzyki country. Z okazji 200-lecia Stanów Zjednoczonych odbędzie się wielki koncert. Zagrają zarówno bezrobotna śpiewaczka Barbara Jean, starzejący się gwiazdor muzyki country Heaven Hamilton. Pojawia się też kandydat na prezydenta John Triplette. Podczas uroczystości ktoś próbuje zabić piosenkarza. Zanim tłum wpadnie w panikę, artysta intonuje pieśń i wszystko wraca do normy, zgodnie z maksymą – show musi trwać... W tym filmie Altman demaskuje amerykańskie społeczeństwo, w którym musi być zachowana gra pozorów.

## Obsada
- David Arkin – Norman
- Barbara Baxley – Lady Pearl
- Ned Beatty – Delbert Reese
- Karen Black – Connie White
- Ronee Blakley – Barbara Jean
- Timothy Brown – Tommy Brown
- Keith Carradine – Tom Frank
- Geraldine Chaplin – Opal
- Robert DoQui – Wade Cooley
- Shelley Duvall – Marthe „L. A. Joan”
- Allen Garfield – Barnett
- Henry Gibson – Haven Hamilton
- Scott Glenn – Glenn Kelly
- Jeff Goldblum – Facet z motorem
- Barbara Harris – Albuquerque
- David Hayward – Kenny Fraiser
- Michael Murphy – John Triplette
- Allan F. Nicholls – Bill
- Dave Peel – Bud Hamilton
- Cristina Raines – Mary
- Bert Remsen – Star
- Lily Tomlin – Linnea Reese
- Gwen Welles – Sueleen Gay

i inni

## Nagrody i nominacje (wybrane)
Oscary za rok 1975
- Najlepsza piosenka – „I'm Easy”
- Najlepszy film (nominacja)
- Najlepsza reżyseria – Robert Altman (nominacja)
- Najlepsza aktorka drugoplanowa – Ronee Blakley (nominacja)
- Najlepsza aktorka drugoplanowa – Lily Tomlin (nominacja)

Złote Globy 1975
- Najlepsza piosenka – „I'm Easy”
- Najlepszy dramat (nominacja)
- Najlepsza reżyseria – Robert Altman (nominacja)
- Najlepszy scenariusz – Joan Tewkesbury (nominacja)
- Najlepszy aktor drugoplanowy – Henry Gibson (nominacja)
- Najlepsza aktorka drugoplanowa – Ronee Blakley (nominacja)
- Najlepsza aktorka drugoplanowa – Lily Tomlin (nominacja)
- Najlepsza aktorka drugoplanowa – Geraldine Chaplin (nominacja)
- Najlepsza aktorka drugoplanowa – Barbara Harris (nominacja)
- Najlepsza debiutująca aktorka – Ronee Blakley (nominacja)
- Najlepsza debiutująca aktorka – Lily Tomlin (nominacja)

Nagrody BAFTA 1975
- Najlepszy dźwięk – William A. Sawyer, James E. Webb, Chris McLaughlin, Richard Portman
- Najlepszy scenariusz – Joan Tewkesbury (nominacja)
- Najlepsza aktorka drugoplanowa – Ronee Blakley (nominacja)
- Najlepsze aktorka drugoplanowa – Gwen Welles (nominacja)
- Najlepszy obiecujący debiut w głównej roli – Lily Tomlin (nominacja)

Cezary 1976
- Najlepszy film zagraniczny (nominacja)